# Такамияма Дайгоро
Такамияма Дайгоро (яп. 高見山 大五郎 Такамияма Дайгоро:, в просторечии Такамияма, родился 16 июня 1944 на Гавайях, США, настоящее имя Джессе Джеймс Вайлани Кухаулуа) — бывший борец сумо из Такасаго-бэя, успешный тренер. Первый в истории иностранный борец, выигравший Императорский кубок — в 1972 году. Высшее достижение за весьма продолжительную (1964—1984) карьеру — сэкивакэ. Весьма долго выступал в высшем дивизионе макуути — 97 турниров, больше турниров только у Кайо (на 2013 год). Провел в высшем дивизионе 1398 поединков, из них 1231 подряд, без пропусков. Кроме того, он являлся первым (и на 2013 год единственным) иностранцем, возглавлявшим собственную школу (хэя) — Адзумадзэки-бэя, с 1986 г, для чего он принял японское подданство. При росте 190 см весил около 200 кг. Продвигал иностранных борцов, таких примечательных, как Конисики, тяжеловес и первый иностранец-одзэки, которого он привлек в Такасаго-бэя, и Акэбоно, первый иностранец-ёкодзуна, его ученик. Его учеником был известный борец Такамисакари.
В бытность действующим борцом, пользовался большой популярностью, в числе прочего из-за колоритной внешности (он носил обширные бакенбарды) и приветливого, артистичного характера.
В июне 2009 года он ушёл на пенсию. Его преемником на посту главы школы объявлен экс-маэгасира Усиомару.

## Юность, начало карьеры
Кухаулуа родится в Хэппи-Вэлли на Мауи у родителей гавайских корней. Имея впечатляющие физические данные (189 см роста, 127 кг веса), он был востребован как игрок в американский футбол. Тренер отметил относительную слабость его ног, и, для их укрепления, посоветовал начать тренировки в сумо. Данная борьба на любительском уровне была сильно распространена среди гавайцев японского происхождения. Кухаулуа присоединился к местному любительскому клубу сумо, где был замечен гостившими там японскими профессиональными борцами. Он принимает предложение от главы Такасаго-бэя, бывшего ёкодзуна Маэдаяма. По окончании Baldwin High School в Вайлуку он в 1963 году уезжает в Токио и 22 февраля 1964 года как новичок зачисляется в Такасаго-бэя.

## Результаты с дебюта в макуути
| Год в сумо | Январь Хацу басё, Токио    | Март Хару басё, Осака       | Май Нацу басё, Токио           | Июль Нагоя басё, Нагоя     | Сентябрь Аки басё, Токио    | Ноябрь Кюсю басё, Фукуока   |
| --- | -------------------------- | --------------------------- | ------------------------------ | -------------------------- | --------------------------- | --------------------------- |
| 1968 | Маэгасира #9 востока 9–6 Д | Маэгасира #4 востока 5–10 ★ | Маэгасира #6 востока 8–7       | Маэгасира #2 запада 7–8    | Маэгасира #3 запада 8–7 Д★  | Маэгасира #1 запада 4–11    |
| 1969 | Маэгасира #6 запада 6–9    | Маэгасира #8 запада 9–6     | Маэгасира #3 запада 7–8        | Маэгасира #3 запада 6–9    | Маэгасира #5 востока 9–6    | Комусуби запада 8–7         |
| 1970 | Комусуби запада 8–7        | Комусуби востока 4–11       | Маэгасира #5 запада 11–4       | Комусуби востока 5–10      | Маэгасира #3 запада 6–9     | Маэгасира #5 востока 8–7    |
| 1971 | Комусуби запада 4–11       | Маэгасира #3 востока 6–9    | Маэгасира #3 запада 9–6        | Комусуби запада 8–7        | Комусуби востока 8–7        | Комусуби востока 8–7        |
| 1972 | Комусуби востока 6–9       | Маэгасира #3 востока 6–9    | Маэгасира #7 востока 8–7       | Маэгасира #4 запада 13–2 В | Сэкивакэ запада 5–10        | Маэгасира #1 запада 9–6 В★  |
| 1973 | Сэкивакэ запада 8–7        | Сэкивакэ запада 4–11        | Маэгасира #4 запада 8–7        | Комусуби запада 3–12       | Маэгасира #4 запада 9–6     | Маэгасира #1 востока 5–10   |
| 1974 | Маэгасира #4 запада 8–7    | Маэгасира #1 запада 10–5 В★ | Сэкивакэ запада 8–7            | Сэкивакэ запада 11–4 ВД    | Сэкивакэ востока 6–9        | Маэгасира #1 востока 7–8 ★  |
| 1975 | Маэгасира #2 востока 6–9 ★ | Маэгасира #5 востока 8–7    | Маэгасира #3 востока 10–5      | Комусуби запада 5–10       | Маэгасира #4 запада 11–4 ★  | Комусуби востока 8–7        |
| 1976 | Комусуби востока 9–6 В     | Сэкивакэ востока 7–8        | Комусуби запада 8–7            | Комусуби востока 5–10      | Маэгасира #4 востока 8–7 ★  | Маэгасира #1 востока 8–7    |
| 1977 | Комусуби востока 5–10      | Маэгасира #3 востока 6–9 ★  | Маэгасира #7 востока 9–6       | Маэгасира #2 запада 9–6    | Комусуби востока 9–6 В      | Сэкивакэ востока 3–12       |
| 1978 | Маэгасира #6 востока 9–6   | Маэгасира #1 запада 6–9     | Маэгасира #3 запада 6–9 ★      | Маэгасира #6 запада 10–5   | Маэгасира #1 востока 5–10 ★ | Маэгасира #6 востока 9–6    |
| 1979 | Комусуби запада 2–13       | Маэгасира #9 востока 8–7    | Маэгасира #5 востока 8–7       | Маэгасира #1 востока 3–12  | Маэгасира #10 запада 10–5   | Маэгасира #2 запада 3–12    |
| 1980 | Маэгасира #11 запада 8–7   | Маэгасира #6 запада 8–7     | Маэгасира #3 востока 6–9       | Маэгасира #4 запада 7–8    | Маэгасира #5 запада 7–8     | Маэгасира #6 востока 6–9    |
| 1981 | Маэгасира #11 востока 8–7  | Маэгасира #7 востока 9–6 Д  | Маэгасира #3 востока 6–9       | Маэгасира #7 запада 10–5 Д | Маэгасира #1 востока 0–2–13 | Маэгасира #11 востока 9–6   |
| 1982 | Маэгасира #5 востока 8–7   | Маэгасира #2 востока 5–10   | Маэгасира #8 востока 10–5      | Маэгасира #1 востока 8–7   | Комусуби востока 5–10       | Маэгасира #4 востока 4–11   |
| 1983 | Маэгасира #9 востока 9–6   | Маэгасира #2 востока 4–11   | Маэгасира #7 запада 8–7        | Маэгасира #2 востока 5–10  | Маэгасира #7 запада 6–9     | Маэгасира #11 востока 8–5–2 |
| 1984 | Маэгасира #8 востока 1–7–7 | (Дзюрё)                     | Дзюрё #12 запада Отставка 2–13 | x                          | x                           | x                           |
| Результат приведен как победил-проиграл-снялся Победа Малый кубок Отставка Не выступал в макуути Специальные призы: Д=За боевой дух (Канто-сё); В=За выдающееся выступление (Сюкун-сё); Т=За техническое совершество (Гино-сё) Ещё показаны: ★=Кимбоси; P=Участие в дополнительном финале Лиги: Макуути — Дзюрё — Макусита — Сандаммэ — Дзёнидан — Дзёнокути Ранги макуути: Ёкодзуна — Одзэки — Сэкивакэ — Комусуби — Маэгасира |                            |                             |                                |                            |                             |                             |